# Eleição presidencial nos Estados Unidos em 1872
A eleição presidencial dos Estados Unidos de 1872 foi a vigésima-segunda eleição presidencial do país. O presidente Ulysses S. Grant foi facilmente eleito para um segundo mandato com o senador Henry Wilson como seu companheiro de chapa. Uma divisão dentro do Partido Republicano resultou em uma deserção de muitos republicanos liberais ao adversário Horace Greeley.
Horace Greeley morre em 29 de novembro de 1872. O povo já havia votado, mas o Colégio Eleitoral ainda não. Como resultado, os eleitores já comprometidos com Greeley votaram em quatro candidatos diferentes para presidente, e oito candidatos diferentes para vice-presidente. Greeley mesmo recebeu três votos no Colégio Eleitoral, mas esses votos foram desautorizados pelo Congresso.  Foi a única eleição em que um candidato presidencial morreu durante o processo eleitoral.

## Processo eleitoral
A partir de 1832, os candidatos para presidente e vice começaram a ser escolhidos através das Convenções. Os delegados partidários, escolhidos por cada estado para representá-los, escolhem quem será lançado candidato pelo partido. Os eleitores gerais elegem outros "eleitores" que formam o Colégio Eleitoral. A quantidade de "eleitores" por estado varia de acordo com a quantidade populacional do estado. Em quase todos os estados, o vencedor do voto popular leva todos os votos do Colégio Eleitoral.

## Convenções

### Convenção Nacional doPartido da Proibiçãode 1872
A primeira Convenção Nacional do Partido da Proibição aconteceu em 22 de fevereiro de 1872 em Columbus. Havia 194 delegados presentes de nove estados. A plataforma do partido exigia o fim da venda de bebidas alcoólicas; restrições em impeachments; eleição popular direta do presidente; sufrágio universal (incluindo mulheres); e incentivar a imigração para os Estados Unidos. A convenção, em seguida, virou-se para a nomeação presidencial. James Black foi nomeado para presidente, e James Russell foi nomeado para vice-presidente (ambos aparentemente sem oposição).

### Convenção Nacional doPartido Liberal Republicanode 1872
Em 1870, uma facção do Partido Republicano no Missouri abandonaram seu partido porque sentiram que o Partido Republicano estava sendo vingativo no seu tratamento com os ex-simpatizantes dos confederados. O grupo pedia a revogação de toda a legislação que "discriminava" os ex-confederados. Na eleição de 1870, os republicanos liberais do Missouri (com o apoio dos Democratas do estado) elegeram Benjamin Gratz Brown como governador e conseguiu duas das nove vagas do estado na Câmara dos Estados Unidos. Depois dessa vitória, o partido começou a tomar rumo nacional.
A convenção aconteceu em Cincinnati entre 1 e 3 de maio. Horace Greeley foi indicado para presidente e Benjamin Gratz Brown para vice-presidente. Na plataforma foi decidida o reconhecimento da igualdade de todos os homens, a manutenção da União e as emendas constitucionais de Reconstrução; imediata revogação das leis contra a ex-confederados; a proibição de concessão de terras para ferrovias etc. O Liberal Republicano enfrentou algins problemas na sua campanha. Diversos líderes do partido não apoiaram Greeley e, um tempo depois realizaram outra convenção em Nova Iorque e nomearam William S. Groesbeck para o presidente. Groesbeck retirou-se da corrida depois de Greeley também receber a nomeação democrata. Após a grande derrota nas urnas nas eleições estaduais e a queda das eleições gerais, o Partido Liberal Republicano se dissolveu.

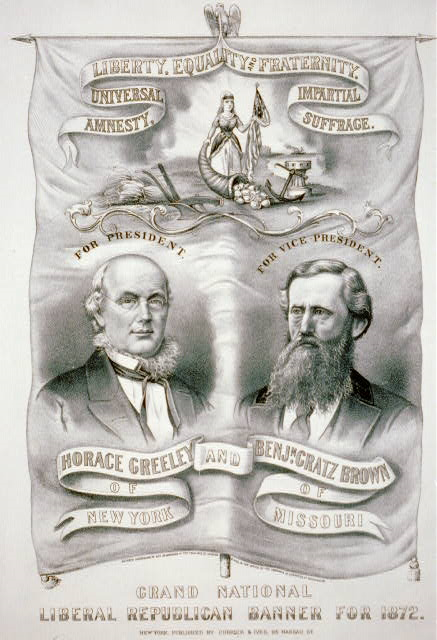
Cartaz Liberal Republicano com Horace Greeley e Benjamin Gratz Brown.

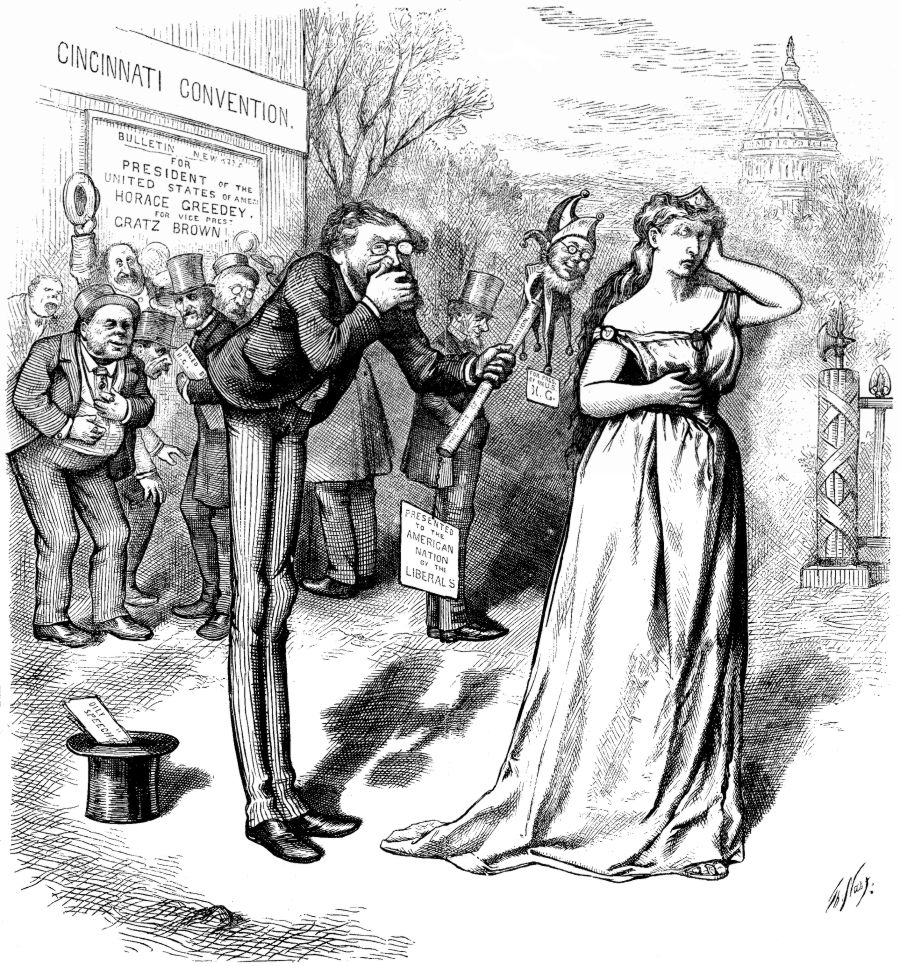
Carl Schurz foi o presidente da Convenção Liberal Republicana. No cartoon, Carl é mostrado cobrindo um sorriso com a mão, e com a outra mão ele segura uma cabeça de palhaço (o candidato Horace Greeley) e mostra-o para a Columbia (personificação feminina dos Estados Unidos). No fundo, um grupo de políticos dá risada.

| Convenção Nacional do Partido Liberal Republicano | Convenção Nacional do Partido Liberal Republicano | Convenção Nacional do Partido Liberal Republicano | Convenção Nacional do Partido Liberal Republicano | Convenção Nacional do Partido Liberal Republicano | Convenção Nacional do Partido Liberal Republicano | Convenção Nacional do Partido Liberal Republicano | Convenção Nacional do Partido Liberal Republicano |    |
| Presidente                                        | Presidente                                        | Presidente                                        | Presidente                                        | Presidente                                        | Presidente                                        | Presidente                                        | Presidente                                        |    |
| Candidato/Votação                                 | 1ª                                                | 2ª                                                | 3ª                                                | 4ª                                                | 5ª                                                | 6ª (antes de mudanças)                            | 6ª (depois de mudanças)                           |    |
| ------------------------------------------------- | ------------------------------------------------- | ------------------------------------------------- | ------------------------------------------------- | ------------------------------------------------- | ------------------------------------------------- | ------------------------------------------------- | ------------------------------------------------- | -- |
| Horace Greeley                                    | 147                                               | 245                                               | 258                                               | 251                                               | 258                                               | 332                                               | 482                                               |    |
| Charles F. Adams                                  | 203                                               | 243                                               | 264                                               | 279                                               | 309                                               | 324                                               | 187                                               |    |
| Lyman Trumbull                                    | 110                                               | 148                                               | 156                                               | 141                                               | 91                                                | 19                                                | 21                                                |    |
| B. Gratz Brown                                    | 95                                                | 2                                                 | 0                                                 | 0                                                 | 0                                                 | 0                                                 | 0                                                 |    |
| David Davis                                       | 92.5                                              | 75                                                | 44                                                | 51                                                | 30                                                | 6                                                 | 6                                                 |    |
| Outros                                            | 65.5                                              | 1                                                 | 0                                                 | 0                                                 | 26                                                | 33                                                | 18                                                |    |
| Vice-presidente                                   |                                                   |                                                   |                                                   |                                                   |                                                   |                                                   |                                                   |    |
| Candidato/Votação                                 | 1ª                                                | 1ª                                                | 1ª                                                | 1ª                                                | 1ª                                                | 2ª                                                | 2ª                                                | 2ª |
| B. Gratz Brown                                    | 237                                               | 237                                               | 237                                               | 237                                               | 237                                               | 435                                               | 435                                               |    |
| Lyman Trumbull                                    | 158                                               | 158                                               | 158                                               | 158                                               | 158                                               | 175                                               | 175                                               |    |
| George W. Julian                                  | 134.5                                             | 134.5                                             | 134.5                                             | 134.5                                             | 134.5                                             | 0                                                 | 0                                                 |    |
| Gilbert C. Walker                                 | 84.5                                              | 84.5                                              | 84.5                                              | 84.5                                              | 84.5                                              | 75                                                | 75                                                |    |
| Cassius M. Clay                                   | 34                                                | 34                                                | 34                                                | 34                                                | 34                                                | 0                                                 | 0                                                 |    |
| Jacob D. Cox                                      | 25                                                | 25                                                | 25                                                | 25                                                | 25                                                | 0                                                 | 0                                                 |    |
| Outros                                            | 20                                                | 20                                                | 20                                                | 20                                                | 20                                                | 11                                                | 11                                                |    |

### Convenção Nacional doPartido Republicanode 1872
A quinta Convenção Nacional Republicana aconteceu entre 5 e 6 de junho na Filadélfia. Ulysses S. Grant foi indicado para a reeleição presidencial e Henry Wilson foi indicado para vice-presidente. A plataforma republicana de 1872 refletiu sobre os sucessos do primeiro mandato de Grant e olhou para seu segundo mandato. Exortou a "total liberdade e igualdade exato no gozo de todos os direitos civis, políticos e públicos" entre homens brancos e negros. Outras restrições foram incluídas no sistema de despojos, como uma chamada para o respeito para com as mulheres que procuram a capacidade de voto. Os delegados estavam satisfeitos com a plataforma, que foi aprovado sem uma voz discordante.
| Convenção Nacional do Partido Republicano | Convenção Nacional do Partido Republicano | Convenção Nacional do Partido Republicano | Convenção Nacional do Partido Republicano | Convenção Nacional do Partido Republicano | Convenção Nacional do Partido Republicano | Convenção Nacional do Partido Republicano | Convenção Nacional do Partido Republicano |
| Presidente                                | Presidente                                | Presidente                                | Presidente                                | Presidente                                | Presidente                                | Presidente                                | Presidente                                |
| Candidato/Votação                         | 1ª                                        | 1ª                                        |                                           |                                           |                                           |                                           |                                           |
| ----------------------------------------- | ----------------------------------------- | ----------------------------------------- | ----------------------------------------- | ----------------------------------------- | ----------------------------------------- | ----------------------------------------- | ----------------------------------------- |
| Ulysses S. Grant                          | 752                                       | 752                                       |                                           |                                           |                                           |                                           |                                           |
| Vice-presidente                           |                                           |                                           |                                           |                                           |                                           |                                           |                                           |
| Candidato/Votação                         | 1ª                                        | 2ª                                        |                                           |                                           |                                           |                                           |                                           |
| Henry Wilson                              | 364.5                                     | 399.5                                     |                                           |                                           |                                           |                                           |                                           |
| Schuyler Colfax                           | 321.5                                     | 308.5                                     |                                           |                                           |                                           |                                           |                                           |
| Horace Maynard                            | 26                                        | 26                                        |                                           |                                           |                                           |                                           |                                           |
| John F. Lewis                             | 22                                        | 0                                         |                                           |                                           |                                           |                                           |                                           |
| Edmund J. Davis                           | 16                                        | 16                                        |                                           |                                           |                                           |                                           |                                           |
| Outros                                    | 2                                         | 2                                         |                                           |                                           |                                           |                                           |                                           |

### Convenção Nacional doPartido Democratade 1872
A décima-primeira Convenção Nacional Democrata foi realizada entre 9 e 10 de julho em Baltimore. A plataforma do partido foi apresentada no início do segundo dia da convenção. Foi 90% a mesma plataforma do Liberal Republicano. A convenção depois, resolveu escolher o liberal republicano Horace Greeley para candidato para presidente por votação numa margem de 686 a 38 para os demais. Na vice-presidência, o democrata Benjamin Gratz Brown foi indicado por 713 votos a 6. Os mesmos candidatos do Liberal Republicano foram escolhidos pelo Democrata.

## Campanha

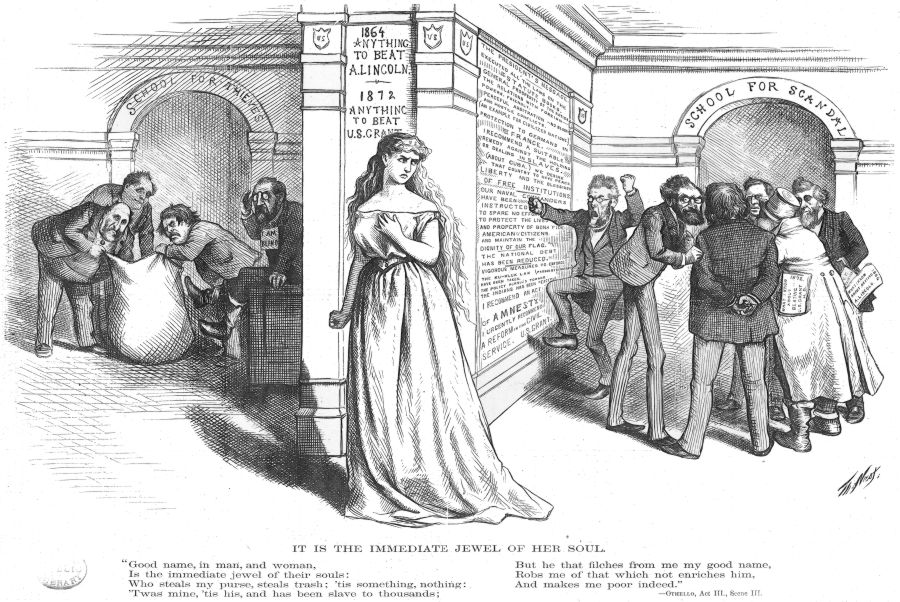
Cartoon representando Columbia (personificação feminina dos EUA) diante de um muro separando dois grupos. À esquerda é Boss Tweed tentando alcançar dentro de um saco com três companheiros ao lado dele. Um arco atrás de Boss é rotulado de "escola de ladrões". À direita estão os republicanos liberais: Thomas W. Tipton, Carl Schurz, Lyman Trumbull, Horace Greeley, Reuben Fenton e um outro. Atrás dos liberais republicanos está um arco rotulado de "escola de escândalos".

A administração de Grant e seus partidários radicais republicanos haviam sido amplamente acusado de corrupção, e os liberais republicanos  exigiram a reforma do serviço civil e um fim para o processo de reconstrução, incluindo a retirada das tropas federais do sul. Ambos liberais republicanos e democratas ficaram decepcionados no seu candidato Horace Greeley. Como juízo perguntou: "Por que trocar um patife por apenas para substituí-lo por um tolo?" A campanha pobre, com pouca experiência política, a carreira de Greeley como editor de um jornal, deu a seus oponentes uma longa história de excêntrico cargos públicos para o ataque. Com as memórias de suas vitórias na Guerra Civil, Grant era inatacável. Um historiador foi citado dizendo: "Nunca antes foi colocado um candidato sob a obrigação tão grande para os homens de riqueza como era Grant." Uma grande parte dos fundos de Grant campanha vieram de empresários. Além disso, o companheiro de chapa de Greeley, Benjamin Gratz Brown, cometeu gafes diversas devido ao seu problema de consumo de bebidas alcoólicas.

### Sufrágio feminino
Esta foi a primeira eleição após a formação da Associação Nacional do Sufrágio Feminino e da Associação Americana do Sufrágio Feminino em 1869. Como tal, os protestos para o sufrágio das mulheres se tornaram mais prevalentes. Victoria Woodhull foi nessa eleição, a primeira mulher indicada para a presidência, e várias sufragistas tentaram votar na eleição. Susan B. Anthony foi presa e multada em 100 dólares por tentar votar. Woodhull foi para a cadeia no dia da eleição.

## Resultados

### Disputa de votos
Grant conseguiu facilmente a reeleição por uma margem de 56% dos votos para 44% dos votos de Greeley. Grant recebeu 286 votos no Colégio Eleitoral contra 66 votos no Colégio Eleitoral de que teria sido de Greeley se ele não tivesse falecido em 29 de novembro de 1872.
Durante a sessão conjunta do Congresso para a contagem dos votos eleitorais em 12 de fevereiro de 1873, numerosas objeções foram levantadas para alguns dos resultados. No entanto, ao contrário das acusações que seriam feitas em 1877, estes não teve impacto sobre o resultado da eleição.
- Os votos do Colégio Eleitoral do Arkansas e Louisiana foram rejeitadas devido a irregularidades. Ambos os estados tinham votado para Grant.
- Três eleitores do Colégio de Geórgia tinham votado para Greeley para presidente. Seus votos de Greeley foram rejeitados porque Greeley tinha falecido no momento em que os eleitores haviam votado. Seus votos para B. Gratz Brown de vice-presidente não foram afetados.
- Esta eleição foi a último em que Alabama e Mississippi votaram em um republicano até 1964. Arkansas não votaria em um republicano novamente até 1972.

### Estatísticas
| Candidato presidencial                                           | Partido                                                          | Estado de origem                                                 | Voto popular                                                     | Voto popular                                                     | Colégio Eleitoral          | Colégio Eleitoral | Running mate                | Running mate     | Running mate      |
| Candidato presidencial                                           | Partido                                                          | Estado de origem                                                 | Votos                                                            | %                                                                | Votos                      | %                 | Candidato vice-presidencial | Estado de origem | Colégio Eleitoral |
| ---------------------------------------------------------------- | ---------------------------------------------------------------- | ---------------------------------------------------------------- | ---------------------------------------------------------------- | ---------------------------------------------------------------- | -------------------------- | ----------------- | --------------------------- | ---------------- | ----------------- |
| Ulysses S. Grant                                                 | Partido Republicano                                              | Ohio                                                             | 3.598.235                                                        | 55,63%                                                           | 286                        | 78,1%             | Henry Wilson                | Nova Hampshire   | 286               |
| Horace Greeley                                                   | Partido Democrata/Partido Liberal Republicano                    | Nova Hampshire                                                   | 2.834.761                                                        | 43,83%                                                           | 66 prometidos/ 3 inválidos | 18% prometido/ 0% | Benjamin Gratz Brown        | Kentucky         | 66 prometidos     |
| Thomas A. Hendricks                                              | Partido Democrata                                                | Ohio                                                             | —(a)                                                             | —                                                                | 42                         | 11,93%            | —(b)                        | —(b)             | 42                |
| Benjamin Gratz Brown                                             | Partido União Nacional                                           | Kentucky                                                         | —(a)                                                             | —                                                                | 18                         | 5,11%             | —(b)                        | —(b)             | 18                |
| Charles J. Jenkins                                               | Partido Democrata                                                | Carolina do Sul                                                  | —(a)                                                             | —                                                                | 2                          | 0,56%             | —(b)                        | —(b)             | 2                 |
| David Davis                                                      | Partido Liberal Republicano                                      | Maryland                                                         | —(a)                                                             | —                                                                | 1                          | 0,28%             | —(b)                        | —(b)             | 1                 |
| Charles O'Conor                                                  | Bourbon Democrata                                                | Nova Iorque                                                      | 18.602                                                           | 0,29%                                                            | 0                          | 0%                | Charles Francis Adams       | Massachusetts    | 0                 |
| James Black                                                      | Partido da Proibição                                             | Pennsilvânia                                                     | 5.607                                                            | 0,1%                                                             | 0                          | 0%                | John Russell                | Michigan         | 0                 |
| Outros                                                           | Outros                                                           | Outros                                                           | 10.473                                                           | 0,2%                                                             | 0                          | 0%                | Outros                      | Outros           | 0                 |
| Total                                                            | Total                                                            | Total                                                            | 6.467.678                                                        | 100%                                                             | 352                        |                   |                             |                  | 352               |
| Votos minímos do Colégio Eleitoral de que se precisa para vencer | Votos minímos do Colégio Eleitoral de que se precisa para vencer | Votos minímos do Colégio Eleitoral de que se precisa para vencer | Votos minímos do Colégio Eleitoral de que se precisa para vencer | Votos minímos do Colégio Eleitoral de que se precisa para vencer | 177                        |                   |                             |                  | 177               |

Fonte - Voto popular: Colégio Eleitoral:
(a) Esses candidatos receberam votos dos eleitores que foram prometidos para Horace Greeley.

(b) Foram diversos os candidatos a vice que receberam votos de Horace Greeley.